# 東京カレッジ・オブ・カイロプラクティック
東京カレッジ・オブ・カイロプラクティック（とうきょうカレッジ・オブ・カイロプラクティック、英語: Tokyo College of Chiropractic、略称:TCC）は、東京都港区新橋にあるカイロプラクティックの学校。
文部科学省の認可校および日本の学校教育法に基づく専門学校ではない。
カイロプラクティック教育評議会の国際認証を取得した教育機関で、世界カイロプラクティック学生評議会の参加校でもある。

## 概要
1995年にオーストラリアのロイヤルメルボルン工科大学と、日本カイロプラクティック総連盟（JCA）の合意により開設された「RMIT大学日本校カイロプラクティック学科(RMIT University Chiropractic Unit-Japan)」を前身とする。
日本初世界保健機関基準校として、WHOが2005年に発行した『カイロプラクティックの基礎訓練と安全性に関するガイドライン』のカテゴリー1(A)の正規(Full education program)基準に沿って教育している。
2012年11月10日に南洋州カイロプラクティック教育評議会(CCEA)により本校のドクター・オブ・カイロプラクティック（DC)号がアクレディテーションされた。CCEAは教育の質を保証する機関であって学位や称号を発行する機関ではない。称号は東京カレッジオブカイロプラクティックが発行する。
カイロプラクティックの学位には北米などの職業系(Professional)と欧州などの学術系(Academic)と大きく二つあり、RMIT時代のBachelor of Applied Science(B.App.Sc.)、Bachelor of Chiropractic Science(B.C.Sc.)の学術系(Academic)学士号も、TCCのDoctor of Chiropractic(D.C.)号(第一専門職学位)やアメリカなど北米の大学卒業のDC号も欧州の大学卒業の学士号も法制化された各国のカイロプラクティック登録機関の開業試験を受けられるという意味で同じである。日本では法制化しておらず、国家資格ではない。
アメリカ合衆国においてカイロプラクティックに関する種々の試験を運営する全国カイロプラクティック試験協会（National Board of Chiropractic Examiners）によって、本校の卒業者は同協会による試験の受験資格を有するとされている。

## 沿革
- 1995年 - 東京都港区新橋でRMIT大学日本校として開校。
- 1998年 - RMIT日本校付属新橋外来センターを併設する。
- 2000年 - 初の卒業生を送り出した。
- 2005年 - RMIT大学日本校として、CCEAによる認定を受ける。
- 2009年 - RMIT大学から独立。
- 2012年 - 2012年11月、CCEAによりドクター・オブ・カイロプラクティック(DC)教育プログラムがアクレディテーションを受ける。[6][7]